# HispanTV
HispanTV es un canal de televisión por suscripción internacional de origen iraní dedicada a proporcionar información y entretenimiento en español. Comenzó a transmitir sus programas en diciembre de 2011.

## Historia

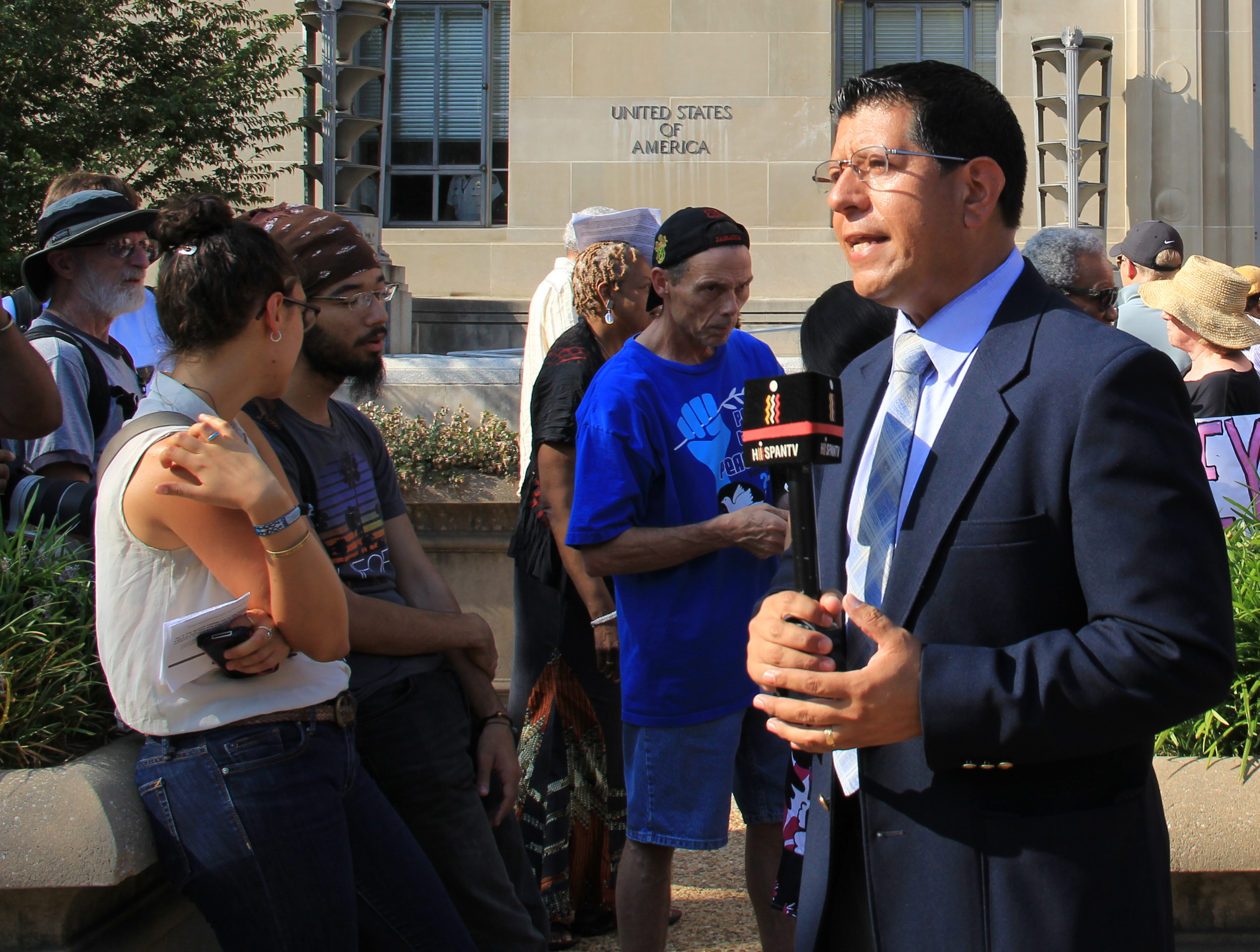
Corresponsal en Estados Unidos.

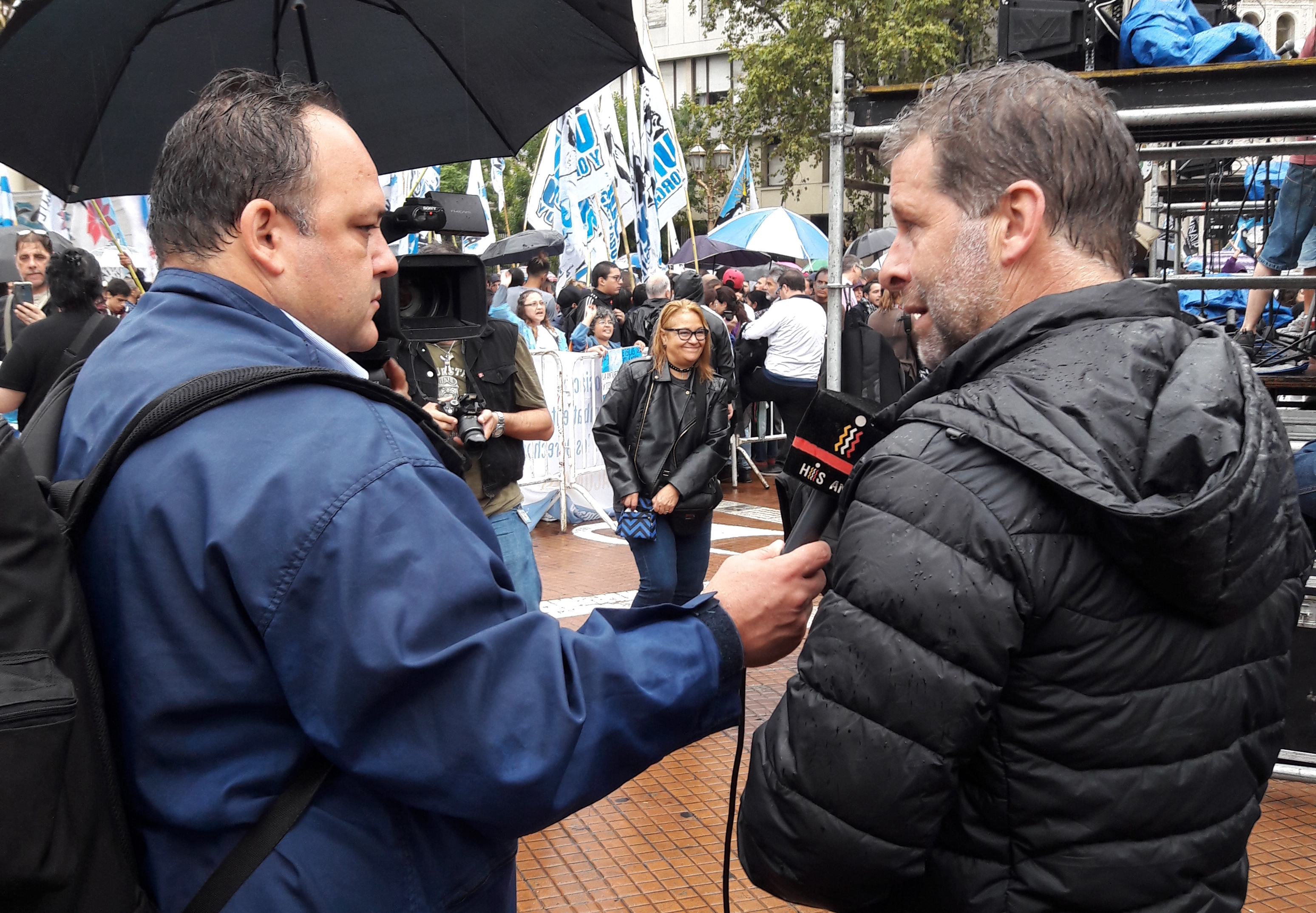
Entrevista en Buenos Aires, Argentina.

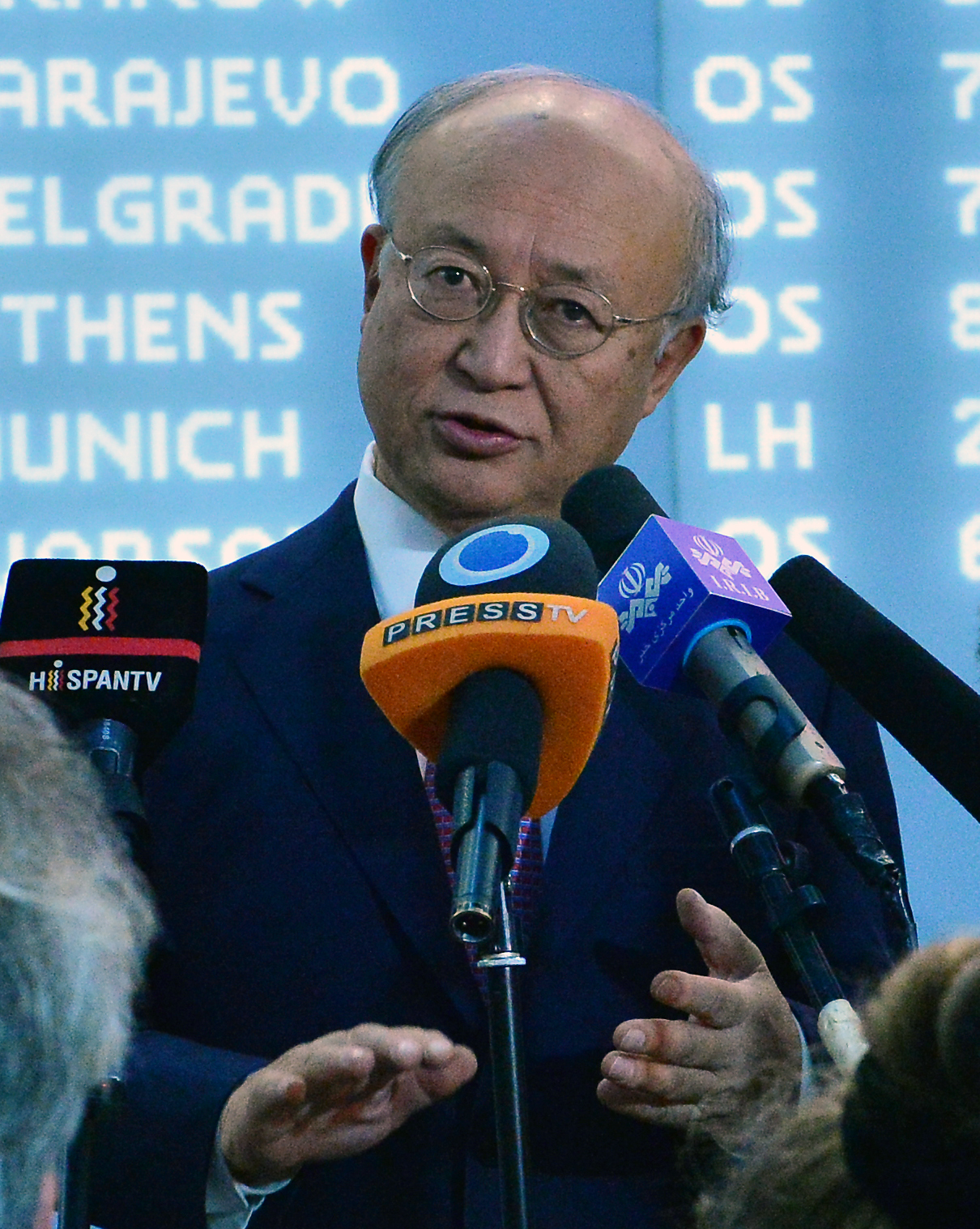
Yukiya Amano ante la prensa iraní. Se destacan los micrófonos de Press TV e HispanTV.

### Creación
El canal, con sede en Madrid, fue inaugurado por el entonces presidente de Irán Mahmud Ahmadineyad, quien afirmó que «el nuevo canal va a limitar la supremacía de aquellos que buscan dominar» y que sería «un instrumento para establecer mejores lazos entre el pueblo y el Gobierno de Irán con los de las naciones de habla española». Según el diario El País, «Ahmadinejad dejó claro que la televisión que inauguraba es un arma de lucha ideológica». Se trata de la quinta de una serie de cadenas de televisión patrocinadas por el Gobierno iraní que emiten en otras lenguas, como inglés y árabe. El canal podía ser sintonizado inicialmente a través de la red española de satélites Hispasat.
Desde sus inicios, algún medio rival ha señalado la práctica de que las presentadoras de HispanTV que emiten desde Irán llevan el cabello totalmente cubierto con un hijab, mientras que las corresponsales que informan desde otros países donde esa práctica no está impuesta solo cubren parcialmente su cabello con un pañuelo.

### Restricciones a la emisión
En enero de 2013, como consecuencia de las medidas de embargo a Irán adoptadas por la Unión Europea, los operadores de satélites Eutelsat y Arqiva interrumpieron las emisiones de este y otros canales iraníes por considerarlos vinculados a una persona relacionada con la violación de derechos humanos: el responsable de la radiodifusión iraní Ezatola Zarghami. Tras esta decisión, el Gobierno español requirió a Hispasat que retirase a HispanTV de su plataforma, petición que fue llevada a efecto interrumpiendo así las emisiones para América.
En concreto, las autoridades de la Comunidad de Madrid, a instancias del Gobierno español, ordenaron el cese de sus emisiones a través de TDT alegando que el responsable iraní de este medio de comunicación está considerado por la Unión Europea como implicado en la violación de derechos humanos. Ningún otro gobierno europeo ni tampoco el de los Estados Unidos adoptó una medida similar. La medida originó preguntas al gobierno por parte de Izquierda Unida (IU). También fue criticada por la dirección de la cadena y por Pablo Iglesias Turrión, presentador del programa de HispanTV Fort Apache, quien consideró que lo que le preocupaba al Partido Popular no eran los derechos humanos, sino la «línea progresista de muchos de los programas que emite este canal».

## Críticas
El canal ha sido criticado por algunos medios españoles que lo consideran un instrumento de propaganda del Gobierno de la República Islámica de Irán. El diario El País considera que el canal tiene una «marcada carga ideológica» que trataría de legitimar el sistema político iraní. También han sido críticos los diarios en línea  Periodista Digital y Libertad Digital. Periodista Digital le reprocha a HispanTV que los informativos de la cadena no emiten información sobre las ejecuciones de homosexuales en Irán.
Pilar Rahola calificó a HispanTV de «engendro» y dijo que era un vehículo para la propaganda del presidente de Irán, Mahmud Ahmadineyad.

## Programación
- Irán
- PoliMedios
- Detrás de la razón
- Negro y Blanco con Eduardo Artés
- Irán hoy
- Recuento
- Wikihispan
- Puente
- Fort Apache
- El Islam responde
- El Frasco
- Desde México
- ¿Qué opinas?
- 2 orillas
- Brecha económica
- A la calle en EEUU
- Cara a cara

## Corresponsales internacionales

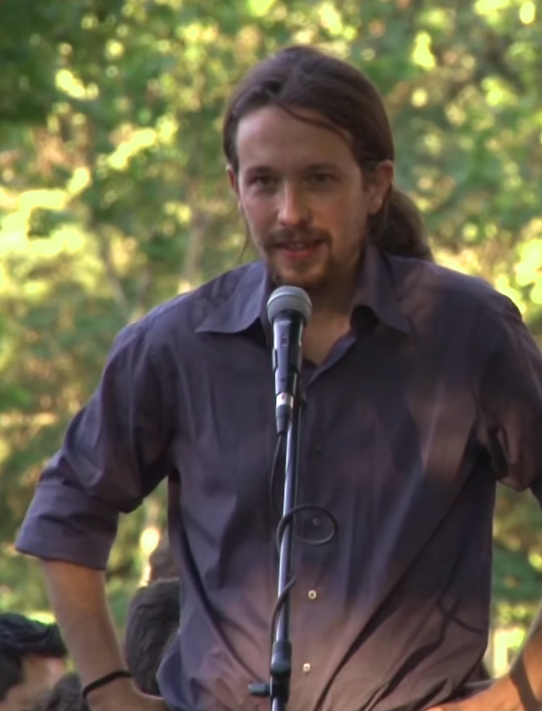
Pablo Iglesias Turrión, presentador del programa de HispanTV Fort Apache.

- Sebastián Salgado
- Raquel González
- Andrés Sal-lari
- Rony Curvelo
- Alejandro Kirk
- Karin Molfinqueo
- Álvaro Altamiranda
- Mauricio Inostroza
- Stephanie Andújar Banks
- Robinson Robles
- Alejandro Melgares
- David Hernández
- Oriol Puig
- Juan José Dorado
- Héctor Chinchilla
- Miguel Salay
- Dassaev Aguilar
- Samaneh Kachui
- Asa Esfandiari
- Alí Gudarzi
- Arturo Calvillo
- Jimmy Sánchez
- John Alonso
- Sara Morales Gallego
- Juan Cáceres Troche
- Rudy Jordán Espejo
- Jorge de la Quintana
- Leonel Retamal
- Carlos Rubén Rodríguez
- Cristian Eloy Torres
- Alejandro Obaldía
- Marcelo Sánchez
- Bashar Barazi
- Vladimir Chamorro
- Lluís Miquel Hurtado
- Marcos Salgado